# Variables dependientes e independientes
En un modelo matemático, un modelo estadístico y en las ciencias experimentales, los valores de las variables dependientes dependen de los valores de las variables independientes. Las variables dependientes representan el producto o resultado cuya variación se está estudiando. Las variables independientes, también conocidas en un contexto estadístico como regresores, representan insumos o causas, es decir, razones potenciales de variación. En un experimento, cualquier variable que el experimentador manipule puede denominarse variable independiente. Modelos y experimentos prueban los efectos que las variables independientes tienen sobre las variables dependientes.

## Matemáticas

Variable dependiente: distancia (eje Y).

En matemáticas, una función es una regla para examinar unos datos (en el caso más simple, un número o conjunto de números) y proporcionar un resultado (que también puede ser un número). Un símbolo que representa una entrada de datos arbitraria se denomina variable independiente, mientras que un símbolo que representa un resultado arbitrario se denomina variable dependiente. El símbolo más común para los datos de entrada es x, y el símbolo más común para el resultado es y; la función en sí misma se escribe comúnmente {\displaystyle y=f(x)}.
Es posible tener múltiples variables independientes o múltiples variables dependientes. Por ejemplo, en el cálculo multivariable, a menudo se encuentran funciones de la forma {\displaystyle z=f(x,y)}, donde z es una variable dependiente mientras que x e y son variables independientes. Las funciones con múltiples salidas se denominan a menudo funciones de valor vectorial.

### Estadística
En un experimento, una variable, manipulada por un experimentador, se llama variable independiente. La variable dependiente es el evento que se espera que cambie cuando se manipula la variable independiente.
En las herramientas de minería de datos (para estadística multivariante y aprendizaje automático), a la variable dependiente se le asigna un rol como variable objetivo (o en algunas herramientas como característica objetivo), mientras que a una variable independiente se le puede asignar un rol como variable regular. Se proporcionan valores conocidos para la variable objetivo para el conjunto de datos de formación y el conjunto de datos de prueba, pero deben predecirse para otros datos. La variable objetivo se utiliza en los algoritmos de aprendizaje supervisado, pero no en el aprendizaje no supervisado.

### Modelos
En los modelos matemáticos, la variable dependiente se estudia para ver si esta varía y cuánto varia a medida que cambian las variables independientes. En el modelo lineal estocástico simple {\displaystyle y_{i}=a+bx_{i}+e_{i}} el término {\displaystyle y_{i}} es el inésimo valor de la variable dependiente, mientras que {\displaystyle x_{i}} es el inésimo valor de la variable independiente. El término {\displaystyle e_{i}} es conocido como el "error" y contiene la variabilidad de la variable dependiente no explicada por la variable independiente.
Con múltiples variables independientes, el modelo es {\displaystyle y_{i}=a+bx_{i,1}+bx_{i,2}+...+bx_{i,n}+e_{i}}, donde n es el número de variables independientes.

### Simulación
En simulación, la variable dependiente se modifica en respuesta a los cambios en las variables independientes.